# Thylogale stigmatica
Thylogale stigmatica é uma espécie de marsupial da família Macropodidae. Pode ser encontrada na Austrália e Nova Guiné.